# Луна-4A
«Луна-4А» (укр. Місяць), інші назви «Луна-1960А», «Луна Є-3 № 1» — радянський космічний апарат, що мав здійснити знімки Місяця з високою роздільною здатністю з ближчої відстані

## Опис
Космічний апарат мав циліндричну форму з двома напівсферами, прикріпленими до кожної основи циліндра, біля верхньої напівсфери було прикріплено широкий фланець. Основна циліндрична частина мала діаметр приблизно 95 см. Апарат мав довжину 130 см і найбільший діаметр 120 см в місці розташування фланця. Апарат був загерметизований і мав внутрішній тиск 0,23 атм. Вздовж зовнішньої поверхні циліндра було змонтовано панелі сонячних батарей, що забезпечували живлення хімічних батарей, розташованих всередині, і жалюзі системи терморегулювання, що відкривались для охолодження радіаторів і підтримання внутрішньої температури не вище 25 °C. У верхній півсфері розташовувались фотокамери. Згори апарата стирчали чотири антени і дві знизу. На зовнішній поверхні розташовувались детектори мікрометеоритів і космічних променів. Для стабілізації апарата використовувались газові двигуни, розташовані ззовні у нижній півсфері. Для точної орієнтації відносно Сонця і Місяця мали використовуватись фотоелектричні елементи. Апарат не мав ракетних двигунів для корекції траєкторії. Апарат в польоті керувався радіокомандами з Землі.
Всередині розташовувались: камера високої роздільної здатності і апаратура для проявки плівки, радіоапаратура, рушійна установка, батареї, гіроскоп для стабілізації апарата, вентилятори для регулювання температури.

## Політ
15 квітня 1960 року о 15:06 UTC з космодрому Байконур ракетою-носієм «Восток-Л» було запущено космічний апарат «Луна-4А». Двигун третього ступеня ракети-носія вимкнувся достроково, тому апарат не досяг необхідної швидкості і не зміг вийти за межі земної гравітації. «Луна-4А» досягла апогею 200 000 км, не долетіла до Місяця і згоріла в атмосфері Землі.